# Konklawe 1410 (antypapież Jan XXIII)
Konklawe 14-17 maja 1410 – konklawe okresu wielkiej schizmy zachodniej, które wybrało Jana XXIII na drugiego po Aleksandrze V antypapieża obediencji pizańskiej.

## Śmierć Aleksandra V
Aleksander V zmarł późnym wieczorem 3 maja 1410 w Bolonii w pałacu kardynała Baldassare Cossa. W chwili śmierci Aleksander V cieszył się poparciem większości europejskiej opinii publicznej, był uznawany w Anglii, Francji, Niemczech, Węgrzech, północnych Włoszech, Portugalii, Polsce, Litwie, Państwie Krzyżackim, Skandynawii i łacińskich posiadłościach w Grecji i na Cyprze. Mimo to pozostali dwaj papieże, „rzymski” Grzegorz XII i „awinioński” Benedykt XIII, nie składali broni. Tego pierwszego popierało królestwo Neapolu oraz kilka miast, księstw i diecezji w Niemczech i we Włoszech. Drugi cieszył się uznaniem w Hiszpanii, Szkocji i kilku pomniejszych terytoriach w południowej Francji.

## Lista uczestników
Pizańska obediencja w maju 1410 liczyła 23 kardynałów. Siedemnastu z nich (w tym trzynastu Włochów, trzech Francuzów i Hiszpan) uczestniczyło w konklawe:
| Elektor                                           | Tytuł kardynalski                                                                                  | Nominowany                      | Nominator              | Inne funkcje i tytuły                                                                                      |
| ------------------------------------------------- | -------------------------------------------------------------------------------------------------- | ------------------------------- | ---------------------- | --- |
| Enrico Minutoli Kardynał z Neapolu                | kardynał biskup Sabiny                                                                             | 18 grudnia 1389                 | Bonifacy IX            | archiprezbiter bazyliki liberiańskiej kamerling Świętego Kolegium Kardynałów protektor Zakonu Krzyżackiego |
| Niccolò Brancaccio Kardynał z Cosenzy             | kardynał biskup Albano                                                                             | 18 grudnia 1378                 | Klemens VII            | |
| Jean de Brogny Kardynał z Viviers                 | kardynał biskup Ostia e Velletri                                                                   | 12 lipca 1385                   | Klemens VII            | wicekanclerz Świętego Kościoła Rzymskiego                                                                  |
| Pierre Girard Kardynał z Le Puy                   | kardynał biskup Tusculum                                                                           | 17 października 1390            | Klemens VII            | penitencjariusz większy                                                                                    |
| Angelo d’Anna de Sommariva OSBCam Kardynał z Lodi | kardynał prezbiter S. Pudenziana                                                                   | 17 grudnia 1384                 | Urban VI               | |
| Pedro Fernández de Frías Kardynał z Hiszpanii     | kardynał prezbiter S. Prassede                                                                     | 23 stycznia 1394                | Klemens VII            | wikariusz Rzymu; administrator diecezji Osma                                                               |
| Corrado Caraccioli Kardynał z Mileto              | kardynał prezbiter S. Crisogono                                                                    | 12 czerwca 1405                 | Innocenty VII          | administrator diecezji Orvieto                                                                             |
| Francesco Uguccione Kardynał z Bordeaux           | kardynał prezbiter Ss. IV Coronati                                                                 | 12 czerwca 1405                 | Innocenty VII          | administrator archidiecezji Bordeaux                                                                       |
| Giordano Orsini                                   | kardynał prezbiter S. Lorenzo in Damaso                                                            | 12 czerwca 1405                 | Innocenty VII          | administrator diecezji Pecz                                                                                |
| Giovanni Migliorati Kardynał z Rawenny            | kardynał prezbiter S. Croce in Gerusalemme                                                         | 12 czerwca 1405                 | Innocenty VII          | administrator archidiecezji Rawenny komendatariusz opactwa terytorialnego S. Genesio w Brescello           |
| Antonio Calvi Kardynał z Todi                     | kardynał prezbiter S. Marco                                                                        | 12 czerwca 1405                 | Innocenty VII          | archiprezbiter bazyliki watykańskiej                                                                       |
| Rinaldo Brancaccio                                | kardynał diakon Ss. Vito e Modesto komendatariusz kościoła prezbiterialnego S. Maria in Trastevere | 17 grudnia 1384                 | Urban VI               | |
| Landolfo Maramaldo Kardynał z Bari                | kardynał diakon S. Nicola in Carcere Tulliano                                                      | 21 grudnia 1381/18 grudnia 1389 | Urban VI (Bonifacy IX) | |
| Baldassare Cossa Kardynał S. Eustachio            | kardynał diakon S. Eustachio                                                                       | 27 lutego 1402                  | Bonifacy IX            | |
| Oddone Colonna                                    | kardynał diakon S. Giorgio in Velabro                                                              | 12 czerwca 1405                 | Innocenty VII          | |
| Pietro Stefaneschi Kardynał S. Angelo             | kardynał diakon S. Angelo in Pescheria                                                             | 12 czerwca 1405                 | Innocenty VII          | |
| Antonio de Challant                               | kardynał diakon S. Maria in Via Lata                                                               | 9 maja 1404                     | Benedykt XIII          | administrator archidiecezji Tarentaise                                                                     |

Sobór w Pizie uznał ważność nominacji kardynalskich obydwu rywalizujących obediencji dokonanych przed majem 1408 roku. Z obediencji rzymskiej wywodziło się dwunastu elektorów (w tym czterech mianował Urban VI, dwóch Bonifacy IX, a siedmiu Innocenty VII), a z awiniońskiej pięciu (w tym czterech mianował Klemens VII, a jednego Benedykt XIII).
Kardynał Fernández de Frías w chwili śmierci Aleksandra V przebywał w Rzymie, ale dotarł do Bolonii 12 maja 1410, na dwa dni przed rozpoczęciem konklawe.

### Nieobecni
Sześciu kardynałów z pizańskiej obediencji, w tym czterech Francuzów i dwóch Włochów, nie uczestniczyło w wyborze następcy Aleksandra V:
| Elektor                               | Tytuł kardynalski                    | Nominowany      | Nominator     | Inne funkcje i tytuły                                                                                    |
| ------------------------------------- | ------------------------------------ | --------------- | ------------- | --- |
| Gui de Malsec Kardynał z Poitiers     | kardynał biskup Palestriny           | 20 grudnia 1375 | Grzegorz XI   | prymas Świętego Kolegium Kardynałów administrator diecezji Agde                                          |
| Antonio Caetani Kardynał z Akwilei    | kardynał biskup Porto e Santa Rufina | 27 lutego 1402  | Bonifacy IX   | archiprezbiter bazyliki laterańskiej penitencjariusz większy administrator diecezji Fiesole              |
| Pierre de Thury Kardynał z Maillezais | kardynał prezbiter S. Susanna        | 12 lipca 1385   | Klemens VII   | protoprezbiter Świętego Kolegium Kardynałów wikariusz Awinionu; legat papieski we Francji                |
| Louis de Bar                          | kardynał prezbiter Ss. XII Apostoli  | 21 grudnia 1397 | Benedykt XIII | legat papieski we Francji i w Niemczech administrator diecezji Langres                                   |
| Amadeo di Saluzzo Kardynał z Saluzzo  | kardynał diakon S. Maria Nuova       | 23 grudnia 1383 | Klemens VII   | protodiakon Świętego Kolegium Kardynałów legat papieski w Genewie kamerling Świętego Kolegium Kardynałów |
| Ludovico Fieschi                      | kardynał diakon S. Adriano           | 17 grudnia 1384 | Urban VI      | wikariusz Forli administrator diecezji Vercelli i Carpentras                                             |

Kardynał Malsec jako jedyny został mianowany jeszcze przez Grzegorza XI, ostatniego papieża z czasów przed schizmą. Z pozostałej czwórki dwóch mianował Klemens VII, a po jednym Urban VI, Bonifacy IX i Benedykt XIII.
Kardynałowie Malsec, de Thury, de Bar i Saluzzo przebywali we Francji, Fieschi w Genui, a Caetani wprawdzie był w Bolonii, ale nie mógł uczestniczyć ze względu na chorobę.

## Urzędy kurialne w okresie sediswakacji
Obowiązki penitencjariusza większego oraz kamerlinga Świętego Kolegium Kardynałów były wykonywane jednocześnie przez duchownych wywodzących się z obydwu obediencji, którzy dzielili między siebie obowiązki. Kamerlingiem Świętego Kościoła Rzymskiego był wywodzący się z obediencji awiniońskiej François de Conzie, arcybiskup Narbonne.

## Frakcje i kandydaci
W Świętym Kolegium można wyróżnić trzy grupy:
- ultramontańska, tj. kardynałowie z Francji i Hiszpanii (Brogny, Girard, Challant i Fernández de Frías), a także kardynał Uguccione, będący wprawdzie Włochem z Urbino, ale sprawujący urząd arcybiskupa Bordeaux
- neapolitańska, tj. kardynałowie Minutoli, Niccolò i Rinaldo Brancaccio, d’Anna de Sommariva, Caraccioli, Migliorati, Maramaldo i Cossa
- kardynałowie z Rzymu (Orsini, Colonna, Calvi, Stefaneschi)

Grupy te raczej nie stanowiły jednak zwartych frakcji, być może poza grupą neapolitańską. Jej oficjalnym kandydatem, wysuniętym przez Baldassare Cossę, był kardynał Caraccioli, jednak faktycznym faworytem był sam Cossa. Jako gospodarz konklawe dysponował on własnymi oddziałami zbrojnymi, nadto miał polityczne poparcie Florencji oraz króla Ludwika II d’Anjou.

## Konklawe
14 maja 1410 w pałacu kardynała Cossy w Bolonii rozpoczęły się obrady konklawe. Szybko okazało się, że kandydatury Caraccioliego nikt nie traktuje poważnie, gdyż ten, choć był dobrym i pobożnym duchownym, nie miał żadnych talentów politycznych ani przywódczych. Jedynym poważnym kandydatem od początku był Cossa, który bez trudu uzyskał poparcie kardynałów francuskich i neapolitańskich. Przeciwni mu byli początkowo rzymianie oraz kardynał Uguccione. Argumentowali oni, że Cossa, mający reputację pirata i rozpustnika, nadaje się wprawdzie na świeckiego władcę, ale w żadnym razie na papieża. Opozycja wobec Cossy trwała jednak krótko, a niewykluczone, że niemałą rolę odegrało w tym bogactwo tego kardynała, którym mógł przekupić elektorów.

## Wybór Jana XXIII
17 maja, po zaledwie trzech dniach obrad, jednogłośnie wybrano na papieża kardynała diakona Baldassare Cossa. Elekt przyjął imię Jan XXIII. 24 maja przyjął święcenia kapłańskie w bolońskiej katedrze, a następnego dnia został konsekrowany na biskupa przez kardynała biskupa Ostii Jeana de Brogny oraz uroczyście koronowany przez kardynała diakona Rinaldo Brancaccio, zastępującego przy celebracji tego rytu nieobecnego protodiakona Amadeo Saluzzo.
Wybór Jana XXIII utrwalił podział na trzy rywalizujące obediencje i nie doprowadził do zakończenia schizmy w Kościele. Zakończył ją dopiero kilka lat później Sobór w Konstancji.